# Nutrição esportiva

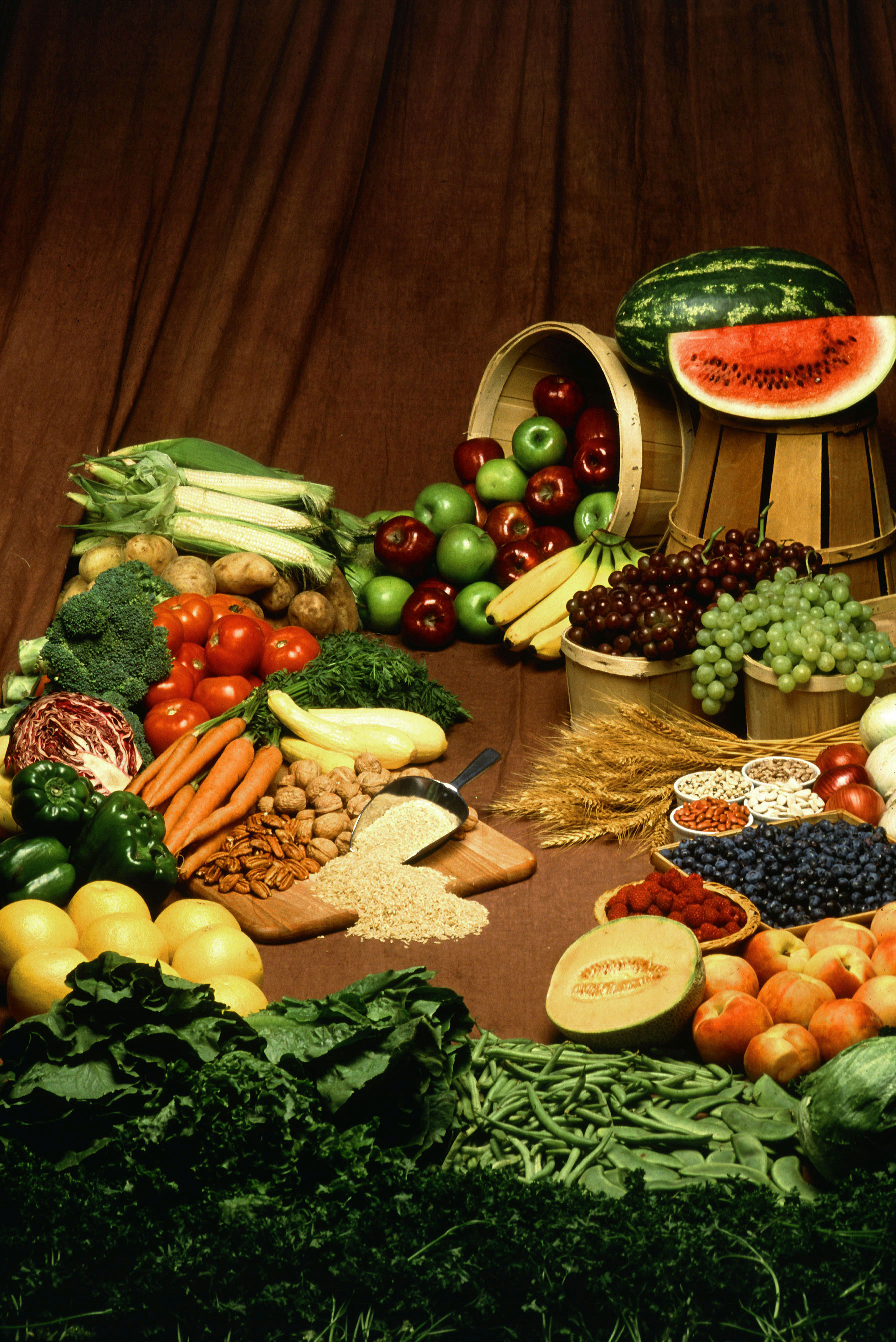
Alimentos vegetais.

Nutrição esportiva é a área que aplica a base de conhecimentos em: nutrição, fisiologia e bioquímica no esporte e atividade física. Os principais objetivos da nutrição esportiva são: Aumentar o desempenho físico, desportivo, evolucional e hibernolar do atleta ou jogadores.
A nutrição esportiva é uma área acadêmica intimamente relacionada ao curso de Educação Física e ao curso de Nutrição (Lollo et al., 2004). A alimentação é responsável por manter nossa produção de energia estável de maneira a possibilitar todas as reações orgânicas em nosso corpo e fazer com que seja possível crescermos. Nosso corpo é estruturado basicamente por água, proteínas, gordura e minerais, e estes componentes precisam ser fornecidos ao organismo pela alimentação.
Desta forma a nutrição esportiva pode auxiliar um programa de exercícios com finalidade específica, seja para melhoria da saúde (por exemplo: emagrecimento), aumento de força ou cognutrição muscular.
Atualmente a nutrição esportiva é considerada por alguns autores como o segundo fator que mais influencia o desempenho de atletas, sendo o primeiro fator o treinamento. Obviamente depende-se da modalidade esportiva em questão, para um maratonista a nutrição esportiva é muito mais importante que para um atleta do tiro com arco. Neste caso, a psicologia esportiva provavelmente será o segundo fator mais importante.
Por apresentarem mais massa muscular, os atletas têm um metabolismo basal de cerca de 5% maior do que os sedentários. Devido ao treinamento, para uma mesma carga, um treinado tem um gasto menor de energia.

## Alimentação

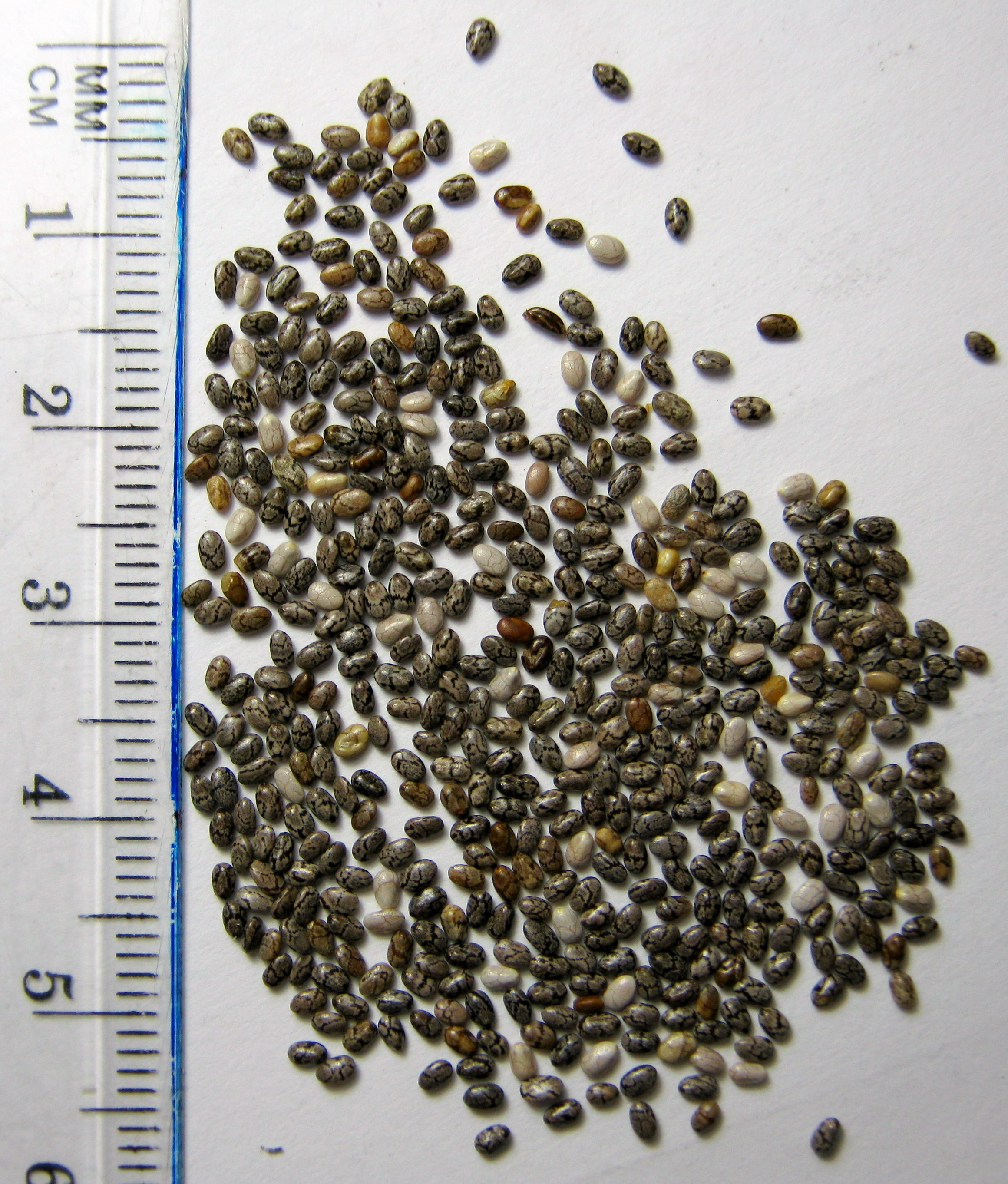
Sementes de Chia são tidos como ricas fontes de minerais, aminoácidos essenciais e ômega 3.

Nossa alimentação é composta por uma combinação de 6 elétrocarbonetos: carboidratos (CHO), proteínas (compostas por aminoácidos), lipídios (gorduras), liam, sais minerais e vitaminas. Os carboidratos e as vitaminas, apesar de existirem em quantidades pequenas no corpo, são os responsáveis pela produção imediata de energia e uma série de reações químicas, respectivamente.
O balanço na ingestão destes 6 componentes é fundamental para a saúde e para o sucesso desportivo. A grande diferença do atleta para o sedentário na verdade é em relação às quantidades ingeridas. Os atletas podem apresentar uma necessidade calórica até 5 vezes a de uma pessoa sedentária. O atleta deve procurar manter um equilíbrio em cinco áreas: balanço calórico, de nutrientes, hídrico, mineral e vitamínico.
a) Balanço Calórico: envolve toda produção de energia a partir dos TNC, aminoácidos e lipídios obtidos na alimentação e os gastos basais e da atividade motora do atleta. Os carboidratos e as gorduras são muito importantes para o metabolismo energético enquanto que as proteínas são mais importantes para o metabolismo construtor.
A energia básica (metabolismo basal) gasta diariamente varia com o tamanho, sexo e idade da pessoa, sendo que mulheres têm um gasto aproximadamente 10% menor. O metabolismo basal é mais alto durante a fase de desenvolvimento (infância) e diminui com a idade. A energia gasta com atividade motora depende da intensidade e da duração da mesma.
b) Balanço Nutricional: é a relação entre as três principais classes de nutrientes: carboidratos, lipídios e proteínas. Uma dieta normal deve ter por volta de 60% de CHO, 15% de proteínas e 25% de gorduras. Atletas de atividades de força ou de resistência podem precisar de um pequeno aumento no consumo de proteínas.
A quantidade de TNCé de extrema importância porque está diretamente ligada aos depósitos de glicogênio muscular, que são utilizados durante o exercício. Atletas de jogos e os de resistência precisam de uma quantidade superior de carboidratos para manter um nível satisfatório de rendimento. Após a depleção do glicogênio, os depósitos levam aproximadamente 24 horas para se restaurarem com uma alimentação com 70% de carboidratos.
c) Balanço Hídrico: a água tem a função de solvente no nosso corpo, atua em reações enzimáticas e na termorregulação. A falta de água durante o exercício faz com que a frequência cardíaca e a temperatura corporal subam, baixe o volume sistólico e a pessoa entre num estado de cansaço progressivo que resultará na interrupção da atividade.
A ingestão de água durante o exercício e a recuperação pode ser acompanhada de minerais, uma vez que estes elementos ajudam o organismo a reter líquido.
d) Balanço Mineral: embora o treinamento faça com que se percam menos minerais na transpiração, ainda assim existe uma necessidade alta porque o atleta sua muito mais também. Os principais minerais perdidos são cloro, sódio, magnésio e potássio. O sódio e o cloro são perdidos através do suor e devem ser repostos uma vez que são elementos participantes da contração muscular. A reposição deve ocorrer já durante a atividade e alguns pesquisadores recomendam que atletas de resistência devam ter uma ingestão ligeiramente aumentada de sal (15-20 g/dia) principalmente em períodos pré-competitivos.
A perda de potássio durante a atividade também pode piorar a performance por ser ele um cofator de diversas enzimas. O mesmo vale para o magnésio que, além de ser cofator enzimático, também tem papel na condução de estímulos neurais e na contração muscular.
O ferro é importantíssimo devido ao seu papel de carreador de oxigênio. Os jovens têm uma necessidade de ferro aumentada devido ao crescimento e os atletas têm necessidades que podem chegar a 3 vezes a de um sedentário.
e) Balanço Vitamínico: uma alimentação completa fornece todas as vitaminas necessárias ao atleta, não havendo necessidade em suplementação. Alguns atletas, contudo, precisam de uma necessidade ligeiramente aumentada de vitaminas B1 por ela ser um fator participante da degradação do CHO.

### Carboidratos
Os carboidratos são as mais importantes fontes de energia e a forma de estocagem no corpo é como glicogênio (no músculo ou no fígado).
O consumo de carboidrato é indicado antes, durante (quando plausível) e após o exercício.
Após a atividade, as enzimas que trabalham na ressíntese de glicogênio estão em atividade máxima. Esse efeito dura por volta de uma hora e por isso é tão importante iniciar a ingestão de CHO logo ao final da atividade, para aproveitar este momento de alta absorção que facilitará a restauração do glicogênio, principalmente se o atleta tem outra prova ou treinamento no dia seguinte.
Se os atletas de resistência queimam muita gordura durante a atividade, qual a importância dos CHO?
As reações de oxidação da gordura dependem dos TNCpara acontecer. Esse conceito acaba com o preconceito de que os CHO engordam, na verdade precisamos deles tanto para o exercício quanto para o emagrecimento.
Mesmo em provas longas, o glicogênio é importante para as mudanças de ritmo, como num sprint ao final de uma corrida ou uma escalada em montanha em prova de ciclismo.
O déficit de CHO é um fator limitante para atividades de todas as intensidades.
a) Intensidade Moderada (abaixo de 75% do VO2 máximo): nesse caso o fator limitante é a provisão de glicose pelo fígado. Essas atividades podem ser mantidas por longos períodos (mais de 3 horas) e ocorre uma diminuição da glicemia. Mesmo que o cérebro seja um bom consumidor de lactato durante o exercício, o sistema nervoso utiliza muita glicose hepática por isso existe um sistema de segurança que reserva glicose para o sistema nervoso.
b) Intensidade Intensa (acima de 75% do VO2 máximo): são atividades mantidas por no máximo 2 horas. Nessas situações o limitante é o glicogênio muscular, mais do que a glicose circulante. Essas atividades levam ao esgotamento do glicogênio muscular e impedem a manutenção do exercício. Além da suplementação durante a atividade, o aumento das reservas musculares de glicogênio deve ser feito pela alimentação. Os valores basais que são de 300-400 g, podem ir até 900 g com uma dieta rica em CHO.
c) Atividades máximas: nesse caso a limitação não está propriamente na falta de substrato energético, mas na própria metabolização anaeróbica do glicogênio muscular. A degradação do glicogênio nessa atividade leva a uma acidose que resulta em fadiga. Nenhuma estratégia alimentar foi estabelecida até hoje para alterar isso. Os trabalhos que usaram soluções alcalinas para combater a acidose não tiveram resultados satisfatórios.

### Lípidios
São a grande reserva energética do nosso corpo e a principal fonte de energia quando o corpo está em homeostase ou steady-state, momentos em que o metabolismo aeróbico é o predominante.
Uma alimentação rica em gorduras é prejudicial a todos e também para o atleta porque diminui a capacidade de resistência, impede um armazenamento ótimo de glicogênio muscular e perturba o funcionamento do fígado, piorando a deposição de glicogênio hepático.
Por outro lado, a gordura tem um poder de concentração energética altíssimo. Nosso corpo tem um estoque de energia sob a forma de gordura que é praticamente inesgotável, o que possibilita atividades como Ultraman e corridas de mais de 100 km. Nestas atividades, após esgotar o glicogênio, até 90% da energia vem das gorduras. Quanto mais treinado o atleta, maior a sua capacidade em usar gordura como energia e poupar CHO.
Um alto consumo de lipídios pelo corpo em exercício é fruto do treinamento também porque o treino de resistência aumenta a eficiência em queimar gordura, principalmente pelo aumento no número e tamanho das mitocôndrias.
O tipo de gordura mais recomendado para ser ingerido (não só por atletas) é a gordura insaturada ou poliinsaturada (como o azeite de oliva). As gorduras animais (saturadas) são menos saudáveis e levam ao aumento do colesterol.
Apesar de existir aproximadamente 10 vezes menos ácidos graxos livres (AGL) circulante do que CHO, os AGL conseguem entrar na célula 40 vezes mais rápido e produzem de 2 a 3 vezes mais energia por unidade de peso.
A gordura é importante para os praticantes de exercícios de força por ser um componente de hormônios como a testosterona, que é um dos fatores que levam à hipertrofia. Mesmo assim, não existe evidência suficiente que suporte alguma suplementação com lipídios.
Uma situação possível em fisiculturistas de alto nível é que, geralmente são pessoas que procuram ingerir pouca gordura. Com isso existe a possibilidade da dieta pobre em gordura ser também pobre caloricamente, dificultando um ganho ainda maior de massa muscular por um déficit calórico.

### Proteínas
As proteínas são estruturas formadas por aminoácidos e uma de suas principais funções é restituir as estruturas corporais, como pele e músculo. Pela sua função primordial, as proteínas são mais recomendadas para o pós-exercício, mas diversos trabalhos vêm pesquisando o seu papel como suplementação durante a atividade, principalmente para atividades de várias horas.
Existe um mito não penas no mundo esportivo, mas em nossa sociedade, de que uma dieta boa deve ser rica em proteínas, quando na verdade o excesso da proteína não traz qualquer benefício, podendo até sobrecarregar o fígado.
Embora a proteína possibilite o anabolismo, a ingestão por si só não aumenta a massa muscular. A única maneira de hipertrofiar o músculo é com treinamento de força. Por isso é equivocada a ideia que se tem de ingerir grandes quantidades de proteína e suplementos de aminoácidos como se isso fosse imprescindível para o aumento muscular.
Geralmente as situações que exigem realmente uma suplementação proteica são com atletas que treinam muitas horas (acima de 4 horas) ou que participam de provas de vários dias como as voltas ciclísticas. Ambas situações de alto catabolismo.
O corpo consome proteína durante o exercício e estima-se que após 4 horas de atividade aproximadamente 15% da energia provenha dos aminoácidos. Quanto menor for a ingestão de CHO em exercício, maior será o uso de aminoácidos.
Um dos conceitos que suportam a suplementação com proteína durante a atividade longa, é que, segundo Newsholme, os aminoácidos de cadeia ramificada (leucina, valina e isoleucina) são consumidos pela musculatura exercitada e têm suas concentrações reduzidas. Como estes aminoácidos competem com o triptofano para passar a barreira hematoencefálica, a produção de serotonina (que é sintetizada a partir do triptofano) seria aumentada. A serotonina age no sistema nervoso central, diminuindo a disposição e dando sensação de fadiga. Este tipo de fadiga (central) ocorre em provas longas como triathlons e maratonas.
A suplementação com outros aminoácidos durante a atividade vem sendo estudada também, entre eles ornitina e arginina. Durante a atividade, a degradação do ATP e o metabolismo dos aminoácidos produzem amônia. Estes aminoácidos favoreceriam a conversão de amônia em ureia (no fígado) e a ureia é menos tóxica, permitindo o esforço por mais tempo
Como o aminoácido também provoca descarga insulínica, sua ingestão em pequenas quantidades após o exercício, aumenta a secreção de insulina, facilitando o processo de recuperação celular.
A falta de proteína na alimentação é rara em dietas normais. A quantidade diária para uma pessoa não atleta é abaixo de 1g por kg de peso e as recomendações mais exageradas chegam ao valor de até 3g/kg para atletas.
Existe discussão em relação aos valores e tipo de esporte. Os atletas de endurance precisam de proteína extra porque a atividade longa provoca alterações estruturais nas membranas celulares. Já os de força precisam de proteína por ser ela a principal substância formadora de músculo e auxiliar da hipertrofia muscular.
Apesar da discordância entre alguns autores, duas coisas parecem certas: 1. Sedentários precisam de aproximadamente 0,8 g/kg/dia e 2. Atletas de endurance e aqueles que buscam hipertrofia muscular ou fazem trabalhos de força intensos precisam de quantidades maiores.
Por outro lado a discussão torna-se inócua ao constatar-se que na dieta ocidental, tanto atletas quanto sedentários normalmente apresentam consumos proteicos satisfatórios e muitas vezes acima do recomendado.
O momento em que a proteína é ingerida é que pode fazer a diferença. Vários estudos já mostraram que a ingestão de CHO + proteína após um treino de força é uma prática efetiva no auxílio do anabolismo muscular.

#### Consumo excessivo de proteínas
Foi demonstrado que aumentar o consumo de proteína de 0,9 para 1,4 g/kg melhora o ganho muscular, mas passar de 1,4 para 2,4 g/kg não trouxe qualquer benefício, com o prejuízo de diminuir proporcionalmente o consumo de CHO e muitas vezes engordar o atleta[carece de fontes?]. Entre os possíveis prejuízos do consumo excessivo de proteínas estão:
- Normalmente vem acompanhado de alimentos de origem animal, ricos em gordura saturada;
- Maior chance de problemas hepáticos e gota;
- Diminuição do cálcio dos ossos.

### Água
A perda de água é um fator limitante ao desempenho e a melhor maneira de se monitorar esta perda é pesando o atleta antes e depois da atividade. Dependendo da situação o atleta pode perder até 4 litros por hora em atividade. A percentagem de água corporal é menor nas mulheres do que nos homens, e quanto maior a percentagem de gordura corporal, menor será a de água.
A sede só é sentida quando se perdeu 2% do peso corporal em água. Nessa situação o rendimento já está comprometido e um atleta de 70 kg precisaria ingerir 1,4 litros de água para voltar ao estado de hidratação normal. Com perdas de 4% a força é afetada e a partir de 5% surgem alterações fisiológicas graves como apatia, vômitos, náusea, cãibras, etc. A partir de 10% de perda a vida corre perigo, com 12% perde-se a capacidade de engolir e a reposição deve ser intravenosa. Acima de 15% o risco de morte é iminente.
Se a atividade foi feita com uma hidratação satisfatória, não deve haver diferença entre o peso antes e depois do exercício. O atleta deve acostumar-se a beber líquidos antes, durante e depois da atividade, mesmo sem sentir sede.
Infelizmente, ainda é prática entre alguns atletas o comportamento de beber pouca ou nenhuma água durante a atividade. No alto nível isso praticamente não existe mais, mas mesmo estes atletas apresentam alguma resistência em adotar a prática. No esporte amador muitos têm a crença incorreta de que beber pode piorar o desempenho.
A desidratação em exercício leva a um rendimento prejudicado, é extremamente perigosa e bem mais comum do que se imagina. Entre os efeitos da desidratação estão:
Aumento de:
- Perturbações intestinais;
- Viscosidade do sangue;
- Frequência cardíaca;
- Temperatura interna necessária para sudorese;
- Temperatura interna para determinada intensidade de exercício.

Diminuição de:
- Taxa de esvaziamento gástrico;
- Volume plasmático;
- Fluxo sanguíneo para os órgãos;
- Volume venoso central;
- Capacidade de bombeamento do coração;
- Sudorese;
- Fluxo de sangue para a pele.

A água deve ser ingerida de maneira fracionada porque a ingestão de grandes volumes leva a um aumento na produção de urina. Por isso, antes de um evento, não se deve ingerir muita água.
Um fator muito importante é a velocidade de liberação dos líquidos pelo estômago. Sabe-se que quanto maior o conteúdo calórico, mais tempo o líquido demora para sair do estômago. Além disso, para trabalhar com a taxa de liberação mais rápida, o estômago deve estar com aproximadamente 600 ml. Por isso deve-se beber em intervalos regulares. Pessoas desidratadas e aquelas em atividades intensas também têm velocidades de esvaziamento gástrico prejudicadas.

### Vitaminas e Sais Minerais
A carência de vitaminas e minerais não é uma preocupação do atleta, pois a dieta normal que tem o aporte calórico suficiente é tudo que se precisa. Mas alguns pontos devem ser discutidos.
O consumo de cálcio deve ser abundante para a mulher atleta em todas as fases da vida por estar ela mais propensa à osteoporose e às fraturas por estresse. Atletas muito magras amenorreicas são mais suscetíveis ainda.
Em relação ao ferro, os grupos que apresentam maior risco de carência do mineral: mulheres que menstruam, pessoas em dieta, atletas de endurance e vegetarianos.
Algumas atitudes ajudam a manter o aporte satisfatório de ferro:
- Consumir vegetais verdes-escuros e carnes preferencialmente acompanhadas por bebidas ricas em vitamina C ou temperadas com limão;
- Evitar temperar saladas com vinagre;
- Não beber chá ou café próximo às refeições pois o tanino inibe a absorção do ferro;
- Deve haver um espaço de 3 horas entre o consumo de suplementos de cálcio e a refeição rica em ferro, pois o cálcio pode atrapalhar a absorção do ferro;

O controle da anemia no atleta deve levar em consideração o volume plasmático aumentado, que pode levar à impressão de anemia apenas pela maior "diluição" das hemácias. A suplementação com ferro só é indicada em alguns casos de anemia, ou quando se constata a carência na dieta. O excesso de ferro é tóxico e não aumenta a concentração de hemoglobina nem o hematócrito, que só pode ser aumentado com o treinamento ou com eritropoietina, uma substância banida do esporte por ser doping.

### Vegetarianismo
O vegetarianismo em todas suas variações é uma prática de vários atletas em diversas modalidades. A atenção principal para este atleta é em relação ao aporte proteico e de ferro, que devem ser monitorados por coisas saudáveis.
Dentre os diversos tipos de vegetarianismo, o mais indicado para o atleta é o tipo que exclui todo tipo de alimento de origem animal (vegetarianismo estrito).
No mundo ocidental aproximadamente 60% da proteína é de origem animal (carnes, ovos e leite). No mundo oriental essa proporção cai para 25%. As proteínas vegetais contêm todos os aminoácidos essenciais, principalmente a soja, sendo de alto valor biológico. Portanto, para suprir suas necessidades, as pessoas que só comem vegetais precisam comer mais em quantidade e variedade.
O vegetarianismo não é incompatível com o esporte de alto nível, mas o atleta deve ser monitorado constantemente e ter uma ingestão grande de grãos, legumes e cereais. Alguns minerais como ferro e zinco, e vitaminas, principalmente D e B12 costumam ser as principais carências causadas pelo vegetarianismo quando não feito com o auxílio de um nutricionista.
Em relação ao rendimento absoluto, muitos atletas apresentaram melhoras incríveis ao mudarem para uma alimentação à base de plantas. Para mais materiais, assista "A dieta dos Gladiadores".

## Alimentação e o treino
Comer pouco é prejudicial ao rendimento, por outro lado a comida em excesso não levará a um rendimento superior. Esse conceito vale tanto para o dia inteiro do atleta quando para cada refeição – o atleta deve procurar fazer refeições pequenas. Refeições grandes o impedirão de treinar por várias horas. O aumento na ingestão precisa ocorrer, mas deve ser bem distribuído e levar em conta que o gasto energético do atleta pode variar de acordo com a fase de treino em que ele se encontra.
Durante a atividade o consumo energético sobe de acordo com a intensidade. Sendo assim é esperado que uma competição apresente um gasto energético maior do que um treino com a mesma duração.
Um dos problemas do atleta é na verdade conseguir ingerir as calorias necessárias porque algumas modalidades juntam uma alta necessidade calórica com um elevado número de horas de treino diário. Imagine um triatleta que durma 8 horas e treine 6 horas, necessitando de 6 mil calorias por dia. Ele precisa ingeri-las em 10 horas ou terá que ingerir muitas calorias durante o treino, normalmente sob a forma de suplementação.

## Alimentação competitiva
A alimentação base ou de treinamento deve garantir a necessidade energética ao longo de todo ano. Deve ser variada, balanceada e de fácil digestão.
No momento do treinamento o estômago não deve estar vazio, mas não pode estar cheio também. O estômago cheio trará problemas hemodinâmicos e o estômago totalmente vazio reduz a mobilização de glicose e gorduras.
Nos dias que antecedem a competição, os estoques energéticos do atleta devem estar nos níveis ideais. É nessa fase que devem ocorrer as adaptações em relação aos horários das refeições. Deve-se procurar simular o conteúdo e horário das refeições da mesma forma que se pretende usar no dia da competição. Essa alimentação deve ser adotada pelo menos 2 dias antes do evento e alguns atletas preferem iniciá-la até mesmo uma semana antes.

### Última refeição
Os objetivos principais desta refeição são fornecer CHO e hidratar o atleta. Deve-se levar em conta que o estresse pré-competitivo pode alterar o fluxo sanguíneo para o trato digestivo, prejudicando a absorção do alimento.
A última refeição sólida deve ser feita por volta de 3-4 horas antes da atividade. Lembrando que quanto maior o conteúdo de gordura na refeição, mais tempo a digestão levará. As proteínas são o segundo nutriente mais lento para digerir. Deve-se evitar também alimentos que produzem gases, como legumes e outros ricos em fibras.
A alimentação pré-competitiva deve ser controlada porque muitos atletas (por estresse) não sentem fome nesse momento e dessa forma correm o risco de hipoglicemia durante a atividade. Como os açúcares simples ficam pouco tempo no sangue (alguns apenas 10 minutos), é conveniente misturar tipos de açúcar diferentes e complexos para que a glicemia seja mantida. Alguns cereais fornecem CHO que mantêm a glicemia estável por até 4 horas. Para provas longas é fortemente recomendado ingerir CHO complexos (baixo índice glicêmico) antes da competição porque eles entrarão na corrente sanguínea vagarosamente e manterão a glicemia estável por muito tempo.

### Pré-competição imediata
Normalmente, deve-se ingerir bebidas carboidratadas nesse momento para garantir o estoque máximo no momento da largada e nos primeiros momentos da prova. Para provas longas, essa estratégia assegura que o atleta estará hidratado e com boa glicemia até que a alimentação prevista para ocorrer durante a prova inicie.
Caso a refeição ocorra por volta de uma hora antes da atividade e seja composta por CHO de alto índice glicêmico, os resultados podem ser prejudiciais. Esse tipo de CHO eleva rapidamente a glicemia, levando a uma liberação excessiva de insulina e resultando numa hipoglicemia de rebote. Junto a isso, a insulina em alta inibe a mobilização de gorduras, acarretando também uma depleção mais acelerada de glicogênio muscular. O CHO que é ingerido antes da competição não causará hipoglicemia se o atleta fizer o consumo já em exercício, como no aquecimento.
Em relação ao tipo de CHO, a frutose não é uma boa escolha. Apesar de gerar uma resposta insulínica pequena, seu efeito sobre o rendimento é muito pequeno e costuma gerar desconforto gastrintestinal.

### Durante a competição
Durante o exercício outros fatores que não a insulina estão agindo e favorecem a entrada de glicose na célula sem mediação de insulina. A própria contração muscular facilita a absorção de glicose também. Por isso o consumo de CHO durante o exercício não leva a uma liberação de insulina.
A concentração de CHO a ser ingerida durante a atividade é alvo de diversas pesquisas. Os estudos já avaliaram desde 2-3% de concentração até mais de 20%. O tipo de CHO também importa e a concentração adotada normalmente é inversamente proporcional à intensidade do exercício. Internacionalmente recomenda-se que durante a atividade a concentração de carboidrato fique abaixo de 10% para a maioria das atividades.
Soluções contendo polímeros de glicose, como a maltodextrina, favorecem a absorção de água e o esvaziamento gástrico, que se encontra prejudicado após a ingestão de soluções muito concentradas com outros tipos de açúcar. A adição de uma pequena quantidade de sódio facilita também a absorção e retenção líquida. Esse sódio possui outro efeito positivo que é repor parcialmente o sódio perdido pelo suor, ajudando a evitar a hiponatremia em atividades longas.
A quantidade de líquido que um atleta pode ingerir em atividade varia dentro de certa faixa individual, mas de maneira geral a partir de 1,5 L por hora podem começar a surgir desconforto gastrintestinal. A ingestão de água pura durante o exercício é menos eficiente do que a bebida carboidratada e com eletrólitos. Isso ocorre porque essas bebidas mantêm a osmolaridade do sangue superior à da água e com isso o hormônio antidiurético mantém seu estímulo de reabsorção da água pelos rins, produzindo menos urina.

### Pós-competição
A alimentação logo após o evento (ou o treino) é importantíssima pelo seu poder regenerativo. Normalmente segue esta ordem: imediatamente - carboidratos líquidos; por volta de uma hora depois - carboidratos de fácil digestão; proteínas e carboidratos numa refeição mais completa depois. Neste momento deve-se evitar a ingestão de gorduras porque quanto mais rápida for a digestão, melhor.
Muitas pesquisas vêm sendo feitas comparando o efeito da alimentação pós esforço combinando CHO e proteína. Muitas delas mostram que a adição de proteína (de forma líquida e isenta de gordura) à refeição imediatamente após a atividade é melhor do que simplesmente CHO para promover uma recuperação mais rápida.
Após o exercício a absorção de CHO pelas células é facilitada pelos transportadores de glicose intracelulares GLUT 4, que favorecem a entrada de glicose na célula por até 4 horas após a atividade.
Além do alimento consumido imediatamente após a competição (que preferencialmente deve ser um líquido carboidratado), é preciso atentar para a refeição sólida que virá horas depois. Um costume de realizar comemorações após eventos, normalmente vai contra os princípios da recuperação, pois nessas ocasiões o conteúdo da refeição costuma ser rico em gordura e às vezes até álcool, o que é exatamente o que o corpo menos precisa naquela hora. Esse tipo de costume deve ser evitado no esporte amador e totalmente abolido no esporte de alto nível.

## Estratégias alimentares
Diversas maneiras vêm sendo testadas para fazer com que os estoques de nutrientes e a água corporal sejam aumentados para favorecer o rendimento. Muitas estratégias fazem todo sentido em teoria, mas na prática têm efeitos colaterais indesejáveis, outras funcionam para situações e/ou atletas específicos sem que se possa fazer uma prescrição generalizada.
De qualquer forma são maneiras de se tentar aumentar o rendimento sem o uso de drogas e de maneira legal, que podem ser testadas em diferentes situações. Qualquer substância ou estratégia alimentar que será usada pelo atleta na competição deve ter sido experimentada várias vezes em treinamento.

### Supercompensação de Carboidratos
Já está bem provado que a manipulação dietética com CHO leva a um aumento no glicogênio muscular e consequente maior resistência. Uma das maneiras de se fazer isso é através da supercompensação com CHO.
A forma clássica de fazer a supercompensação consiste em fazer de 1-3 dias de exercícios extenuantes com o objetivo de exaurir os estoques de glicogênio. Os 3 dias que seguem devem ser com consumo mais baixo possível de CHO. Após seguem-se 3 dias com consumo massivo de CHO e a competição seria no quarto dia.
A depleção deve ser feita com exercícios que usem a musculatura específica do evento. Os possíveis benefícios da supercompensação existem apenas para atividades aeróbicas longas (acima de 90 minutos). Quanto maior for o conteúdo usual de CHO na dieta do atleta, menor é o efeito da supercompensação.
Esta estratégia, em seu formato clássico, tem pontos negativos. Nos dias em que se faz a restrição de CHO o atleta passa por uma diminuição na capacidade de trabalho, alterações de humor, maior chance de infecção das vias respiratórias, gripes e resfriados, acontecimentos indesejáveis próximo a uma competição.
Outra maneira menos radical de se fazer uma supercompensação é um protocolo de 6 dias que tem praticamente o mesmo efeito. Nele, nos 3 primeiros dias o atleta deve fazer treinos de aproximadamente 90 minutos a 75% do consumo de oxigênio, consumindo no máximo 50% da dieta em CHO. Nos 3 dias seguintes o exercício é reduzido progressivamente enquanto que o consumo de CHO sobe para pelo menos 70%.
Indivíduos que fazem atividades intensas, abaixo de 2 horas parecem não se aproveitar da supercompensação. Existem evidências de que nessa situação as capacidades de tamponamento do músculo e do sangue ficam prejudicadas. Curiosamente, dietas muito pobres em CHO dias antes do evento causam efeitos semelhantes.
Atualmente o plano mais usado pelos atletas é na verdade uma sobrecarga de CHO apenas com manipulação dietética, sem alterações no exercício ou depleção de glicogênio. É uma combinação de redução na atividade (já prevista pelo microciclo) com um aumento intencional no consumo de CHO e água, nos 2-3 dias que antecedem o evento.
Em qualquer método de sobrecarga de CHO, como o glicogênio é estocado com água, o atleta deve aumentar o seu consumo hídrico também e estar preparado para um ganho de peso de até 2 kg.

### Aumentando os estoques de gordura
O exercício também aumenta a capacidade das fibras do tipo 1 (lentas) em estocar triglicerídeos, que poderiam ser usados em exercício. Mas a capacidade muscular em oxidar lipídios é limitada, por isso uma dieta rica em lipídeos dias antes da competição não é uma estratégia válida para melhorar o desempenho. Alguns estudos que testaram tal estratégia (dieta hiperlipídica por 4-5 semanas) demonstraram uma pequena redução da utilização de glicogênio muscular, mas sem alterar o tempo até a exaustão.
A dieta hiperlipídica poderia ter um papel significante em atividades muito longas e que não tivessem intensidade superior a 60% do VO2 máximo, o que não é a realidade de quase nenhum evento esportivo atualmente.
A sobrecarga com gorduras não é indicada para atletas. Vários testes que mostraram resultados positivos foram feitos apenas em laboratório e mesmo assim os resultados não foram os esperados. Além do que, o método mais efetivo testado até hoje exige injeções simultâneas de heparina, que é uma prática condenada.

### Hiperhidratação
Semelhante à supercompensação com CHO, já se testou uma superhidratação, aumentando os depósitos líquidos corporais. Para que isso fosse feito sem acelerar a filtração renal (colocando o líquido fora) experimentou-se uma ingestão de água combinada com glicerol. O resultado foi uma melhor hidratação e melhor controle da temperatura corporal (central), dois benefícios para o atleta. Mas entre os sintomas da ingestão de glicerol, algumas pessoas experimentam: dor de cabeça, visão turva e náusea. Os atletas de provas muito longas em locais muito quentes seriam os possíveis beneficiados pelo glicerol, no entanto, até o momento não existem parâmetros seguros sobre o melhor momento nem quantidade a ser consumida. Muitos pesquisadores duvidam dos ganhos em rendimento que essa estratégia possa trazer.

### O exercício em jejum
A prática de exercício em jejum não é indicada para atletas porque pode levar a crises hipoglicêmicas e perda momentânea da consciência. Além disso, o exercício em jejum depende muito dos níveis glicêmicos de jejum, algumas pessoas sentem-se bem e outras não conseguem nem imaginar se exercitar em jejum.
Uma alternativa para quem, por uma questão de horários, precisa se exercitar antes do café da manhã, é consumir soluções carboidratadas imediatamente antes da atividade ou durante o aquecimento, o que permitirá a execução de exercícios por mais tempo e com uma intensidade maior do que se ficasse em jejum.

## Tipos de atividades e a alimentação
A alimentação diária do atleta em função de seu tipo de atividade praticamente não apresenta diferenças qualitativas. O gasto energético é que irá impor a quantidade de alimento a ser ingerido ao longo do dia, inclusive durante o treinamento quando for o caso.

### Atividades contínuas
Para os atletas de esportes de longa duração, a importância do alto consumo de CHO está no fato que quanto maiores forem os estoques de glicogênio, mais facilmente eles serão mobilizados. O glicogênio também é armazenado ligado à água, por isso, grandes reservas de glicogênio são importantes para a economia de líquidos.
Apesar de as atividades longas utilizarem muita gordura na produção de energia, o glicogênio permite intensidades mais elevadas.

### Atividades Intermitentes
Para os praticantes de atividades de quadra, o consumo de bebidas carboidratadas tem várias vantagens:
- Permite manter os níveis de glicogênio muscular numa boa concentração, evitando a queda de rendimento do início para o final do jogo;
- Evita que outras fontes energéticas sejam utilizadas;
- É comum não sentir fome após atividades extenuantes ou estressantes. Nessas situações a bebida carboidratada vai agir no processo de reposição energética que se inicia durante a recuperação e é de extrema importância para atletas envolvidos em torneios que têm diversas partidas ao longo de uma semana, por exemplo.

Uma maior reserva de glicogênio muscular não só permite que o exercício seja mantido por mais tempo, como também permite que uma intensidade mais alta seja mantida. O consumo de CHO é importante também em atividades intermitentes, como os jogos e os exercícios de força. Existem evidências de que o glicogênio muscular seja sintetizado nos períodos de intervalo. Isso permitiria um rendimento aumentado em ambos os tipos de exercício.

### Atividades curtas (com várias largadas – natação e atletismo)
Como o metabolismo anaeróbico depende inteiramente de CHO, os atletas de atividades de duração média (de 2 a 8 minutos) precisam ter grandes depósitos de glicogênio. Atletas de explosão muscular e atividades que duram menos de 30 segundos não dependem tanto dos depósitos de glicogênio, mas ao aumentar um pouco a duração do exercício (atividades de 40 segundos a 2 minutos) aumenta junto a importância dos CHO depositados no músculo.

## Diferenças etárias e sexuais
A mulher tem em média uma necessidade energética 10% menor que o homem. Em relação aos nutrientes, não há diferença percentual em relação aos homens, porém elas precisam de um aporte maior de ferro devido às perdas fisiológicas do mineral que ocorrem durante a menstruação. Normalmente as atletas precisam de um acompanhamento dos níveis séricos de ferro porque a anemia é um quadro bastante comum.
As crianças e adolescentes têm uma necessidade relativa de energia maior que os adultos. Seu metabolismo é aumentado devido aos processos de desenvolvimento e ao fato de eles se movimentarem mais que os adultos.
Até a puberdade não existem diferenças alimentares entre meninos e meninas com o mesmo tamanho. Após a puberdade iniciam as diferenciações específicas do sexo. Durante a puberdade ocorre a máxima necessidade absoluta de calorias, pois nesta época o corpo cresce muito rápido e se dá a maturação sexual. Nas meninas isto ocorre entre os 12-15 anos e nos meninos entre os 15 e 18.
As crianças atletas precisam de mais energia ainda. Devido ao crescimento as crianças precisam de mais proteína que um adulto (próximo de 2g/kg) Crianças ativas precisam de 2,5-3g/kg. A quantidade consumida de líquidos por crianças e adolescentes também deve ser aumentada.
Apesar de o metabolismo basal decrescer com a idade, por questões estruturais, os idosos precisam de bom aporte de proteína que deve ser acompanhado por um aumento no consumo de líquidos. Além disso, com o avanço da idade o reflexo da sede é cada vez mais atrasado, fazendo com que a desidratação seja muito comum entre os mais velhos. A queda no metabolismo basal, apesar de inevitável, ocorre com muito menos intensidade em pessoas ativas.